# Chrysochroa mniszechii
Chrysochroa (Chrooxantha) mniszechii – gatunek chrząszcza z rodziny bogatkowatych, podrodziny Chrysochroinae i plemienia Chrysochroini.

## Taksonomia
Gatunek ten został opisany w 1861 roku przez Achille Deyrolle'a i nazwany na cześć Georges'a Vandalin von Mniszecha.

## Opis
Duży bogatkowaty, osiągający od 40 do 50 mm długości ciała. Głowa i przedplecze metalicznie fioletowo-niebieskie. Pokrywy fioletowo-niebieskie z dwoma poprzecznymi, żółtymi pasami, z których pierwszy zajmuje ich część podstawową i zbiega do około połowy pokryw po ich krawędziach bocznych, a drugi położony jest za połową ich długości. Wierzchołek pokryw piłkowany. Sterna odwłokowe metalicznie fioletowo-błękitne. Ponadto istnieje rzadka forma barwna u której kolor fioletowo-niebieski zastąpiony jest metaliczną zielenią.

## Występowanie
Gatunek ten występuje w Tajlandii, Laosie, Birmie i Wietnamie.